# Énée et Didon fuyant l'orage se réfugient dans une grotte
Énée et Didon fuyant l’orage se réfugient dans une grotte est un tableau réalisé et signé sur le châssis en 1792 par Pierre-Henri de Valenciennes. Cette peinture à l'huile, qui représente l'épisode de Didon et Énée dans l'Énéide, est conservée au musée Sainte-Croix de Poitiers.

## Histoire
En 1792, Pierre-Henri de Valenciennes réalise Énée et Didon se réfugiant dans une grotte. Cette œuvre est exécutée très rapidement, quatre mois environ selon les chercheurs du Musée Sainte-Croix. Pourtant, celle-ci n’est présentée et exposée qu'en 1795 pour le Salon de la même année. Cette œuvre marque un tournant dans la carrière de Valenciennes qui commence à appréhender la peinture révolutionnaire et préromantique[source insuffisante].
La toile fut exposée en 1795 au Salon de peinture et de sculpture à Paris, sous le numéro 494 et le titre Paysage où l'on voit Énée et Didon obligés par l'orage de se réfugier dans la grotte. Elle a été la propriété de la galerie de Bayser à Paris pendant de longues années.
En 1994, le musée de la ville de Poitiers et de la Société des antiquaires de l'Ouest de Poitiers en fait l'acquisition via le concours du Fonds régional d’acquisition des musées (FRAM). Aujourd'hui, l'huile sur toile appartient à la commune de Poitiers.
Le 29 juillet 2015, un constat du tableau est réalisé. La toile est déclarée en bon état mais avec quelques déformations : un réseau de craquelures est généralisé sur la toile et quelques lacunes sont visibles notamment dans l'angle supérieur droit. Le vernis est également oxydé et une re-fixation du châssis dans le cadre est nécessaire. Le cadre dans lequel est insérée la toile est déclaré en mauvais état. Il est mentionné que les angles sont ouverts et que la dorure est usée.

## Analyse iconographique

### Description

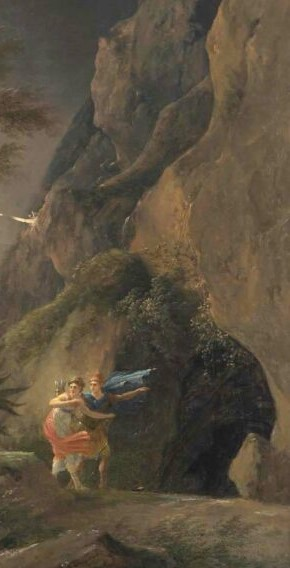
Détail d'Énée et Didon.

L’œuvre représente le thème d'Énée et Didon fuyant l’orage. 
Au premier plan à droite se trouve Énée, portant un bonnet phrygien et une cape bleue. Didon est quant à elle habillée en rose et blanc. Ils sont tous les deux vêtus dans un style purement antique. Les deux protagonistes se dirigent vers une grotte pour s’abriter de l’orage. Derrière les deux personnages sont représentés deux chevaux : un blanc sellé en rose et un alezan sellé en bleu, rappelant ainsi les drapés des deux personnages. Au dernier plan, un certain nombre de personnages et de chevaux s'agitent sur la plage. La nature se déchaine également : de grands nuages noirs obscurcissent le ciel et le vent fait courber les arbres. Au centre de la composition, la traversant d'un côté à l'autre, un grand éclair blanc frappe la grotte.

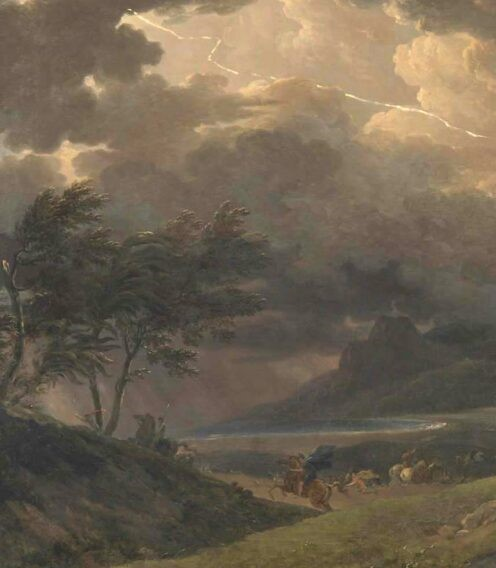
Détail de l'arrière-plan.

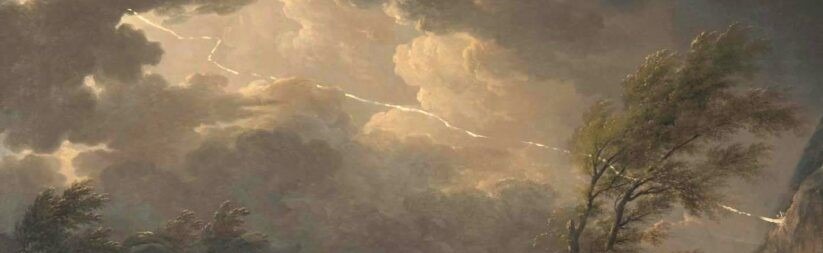
Détail de l'éclair.

L’œuvre possède des tonalités plutôt froides s’appuyant sur le vert, le brun et le blanc. Les seules touches de couleur sont apportées par l’habillement d'Énée et Didon et les selles des chevaux. Cette peinture de style néo-classique reprend un thème antique, Énée et Didon, et le traite à la manière antique. La touche caractéristique de l’artiste est bien présente : elle est rapide et fluide permettant de créer le mouvement au travers des arbres, nuages et personnages. 
L'œuvre reprend les grands codes de la peinture de paysage prônés par Valenciennes dans la continuité de Nicolas Poussin. Cette œuvre est un exemple parfait de la peinture dite « révolutionnaire ». Elle marque grâce à sa composition qui traduit l'esprit du thème, la grandeur et le drame.
Elle peut être classée dans la peinture préromantique par l’expressionnisme du paysage qui renvoie à la théorie d'Edmund Burke sur le Beau. En outre, le tableau peut renvoyer au théâtre et à l’opéra des années 1790. En effet, dans chaque pièce de théâtre dramatique ou opéra se trouvait une grande scène d’orage pour traduire la fragilité humaine. De plus, de nombreux opéras et drames retracent l'histoire d'Énée et Didon.

### Source du sujet: livre IV de l'Énéidede Virgile
Le thème d'Enée et Didon est tiré de l’Énéide, une épopée latine écrite par Virgile entre -29 et -19 av. J.-C. Elle est divisée en quatre parties comportant chacune deux chants. Dans le livre IV, Énée, qui fuit la guerre de Troie, souhaite fonder un nouveau royaume - ce souhait sera réalisé par ses descendants Romulus et Remus. Sur son chemin, Née fait escale sur les côtes africaines, dans la région de Tunis, et rencontre la reine de Carthage, Didon. Un orage frappe la région et contraint les deux personnages à se réfugier dans une grotte : 

« Speluncam Dido dux et troianus eandem deueniunt. (« Didon et le chef troyen se retrouvent dans la même grotte ».) »

— Virgile, l'Énéide, Liber IV, ligne 165 - 166.
 C'est de cette histoire et plus précisément de ce passage que Pierre-Henri de Valenciennes va s’inspirer pour son tableau. Ainsi, grâce à cette référence littéraire antique et son traitement du sujet, le tableau s'inscrit bel est bien dans un élan néo-classique.

### Interprétation historique: Louis XVI

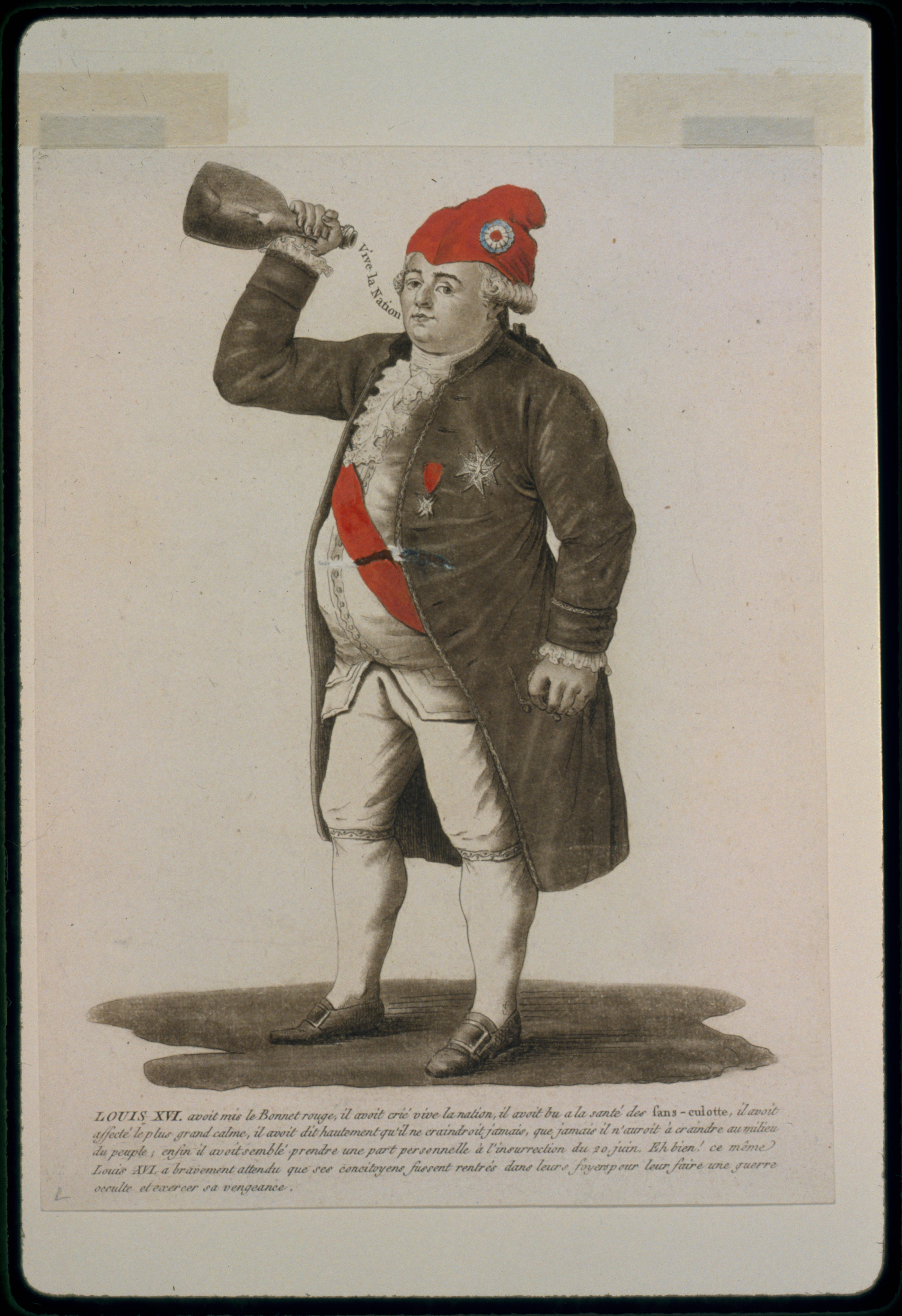
Louis XVI coiffé d'un bonnet phrygien.

Le tableau est présenté en 1795 au Salon. Cependant, d'après les études menées par le musée Sainte-Croix de Poitiers, nous savons avec certitude qu'il a été réalisé en 1792. Selon Aurore Chéry, docteure en Histoire moderne qui travaille sur l'image du roi de France au XVIIIe siècle, cette attente est due au possible fait que l’artiste souhaitait voir relier les événements de l’année 1795 à son tableau. En effet, sous le règne de Louis XVI, les artistes ont souvent recours au thème de la guerre de Troie afin de représenter les affrontements contemporains, plus précisément dans le cadre de l'alliance franco-autrichienne.
Dans le tableau, un seul personnage et tout à fait serein : il s’agit d'Énée. Celui-ci se montre rassurant envers Didon qui l'agrippe par la taille pour la conduire dans la grotte. Didon est quant à elle effrayée : elle se cache du vent avec son bras et cherche à se réfugier dans les bras du chef militaire.
Comme décrit précédemment, Énée rencontre Didon à la suite de sa fuite de Troie, dans l’espoir de fonder le nouveau Royaume de Rome, et comme l’explique Aurore Chéry, Louis XVI souhaitait renouer avec Rome pour faire grandir un immense empire succédant à l’Empire romain. Ainsi, par cette hypothèse, Aurore Chéry met en lumière l’analogie que créé Valenciennes entre Énée et Louis XVI. Celle-ci est renforcée par le bonnet que revêt Énée, un bonnet phrygien. De nombreuses médailles et gravures représentent le roi Louis XVI coiffé de ce bonnet à la suite de l’invasion des Tuileries. De plus, Aurore Chéry continue son parallèle avec l’idée de la grotte qui peut renvoyer à celle construite par Louis XVI au château de Rambouillet, la grotte dite des « Amants », qui prend son nom dans la légende qui voudrait que des amants y aient trouvé refuge, comme dans le tableau de Pierre-Henri de Valenciennes. Enfin, selon Aurore Chéry, les anthroposophes accordent aux grottes une valeur spirituelle. Ils les rattachent aux légendes arthuriennes et à la grotte dans laquelle Perceval fit sa retraite et reçut l'illumination du Graal. Toutes ces idées sont présentes dans le tableau de Valenciennes mais avec une distance critique de la part de l’artiste. Le Perceval pénitent devient un Énée galant qui selon les termes d'Aurore Chéry est « […] bien conscient de trouver refuge dans une garçonnière plutôt que dans une grotte dépouillée »[réf. nécessaire].
Enfin, après sa date d’exposition, le tableau de Valenciennes devient bien plus critique et sinistre sur le devenir de la Révolution comme l'explique Aurore Chéry : « et Énée, inconscient, qui se pressait de jouir de son amour, fut bientôt rappelé par son destin et dut abandonner Didon qui se donna la mort ».